# Українська РСР на Всесоюзній сільськогосподарській виставці 1939
Всесоюзна виставка досягнень народного господарства відкрилась 1939 р.
Україна бере активну участь у цій виставці:
ЗАПОРІЖЖЯ
колгосп ім. Кірова, Запорізького району Запорізької області;
колгосп ім. Сталіна Генічеського району Запорізької області; голова колгоспу Ф. М. Клименко - орденоносець, депутат Верховної Ради СРСР; А.Ф. Микитенко - орденонець, стаханівка колгоспу;
колгосп ім. Будьонного Генічеського району Запорізької області;
колгосп "Пам'яті Леніна" Михайлівського району Запорізької області. Голова колгоспу Г.С. Агарков, завдуцючий хатою-лабораторією П.В. Винниченко;
зернорадгосп ім. Чкалова Новотроїцького району Запорізької області; М.М. Трунова - ударниця радгоспу; І.М. Ільячинський - начальник політвідділу радгоспу;
колгосп "День Паризької комуни" Якимівського району.
Полтавська область:
Ф.В. Курило - орденоносець, космбайнер Балясновської МТС, Диканського району Полтавської області;
Н.К. Кива - орденоносець, тракторист Безпальчівської МТС Полтавської області;
М.П. Кріпак - орденоносець, майстер-комбайнер Радіонівської МТС Полтавської області;
колгосп "Зірка" Лубенського району Полтавської області;
колгосп ім. Сталіна Чернухівського району, орденоносець А.В. Дяченко;
доярка, орденоносець колгоспу "Зірка комунізму" Гельмязівського району У.С. Драцька;
колгосп ім. Сталіна Чорнобаївського району, О.В. Дручило - завідувач СТФ;
радгосп "Боротьба". свинарка М. Зелена;
С.В. Овчаренко - орденоносець свинарка колгоспу ім. Дзержинського Кишенського району;
Миколаївська область:
колгосп імені Дзержинського Цюрупінського району Миколаївської області;
колгосп ім. Ворошилова Нововоронцовського району
Житомирська область:
колгосп "Новий світ" Ружинського району житомирської області; зав. хатой-лабораторієй С.Д. Селечейна; колгоспник І.С. Бромирський;
колгосп ім. Тельмана Емільчинського району, голова - депутат ВР УРСР Є.А. Барановська;
колгосп ім. 18 з'їзду ВКП (б) Житомирського району;
колгосп "Друкар-колективіст" Житомирського району;

Вінницька область:
колгосп ім. Будьонного Ямпольського району Вінницької області; О.М. Ляхович - голова колгоспу;
колгосп "Комунар" Джулінського району Вінницької області;
Кам'янець-Подільська область:
колгосп ім. Дзержинського Чемеровецького району Каменець-Подільської області; Д.Я. Шпак - орденоносець колгоспу ім. Дзержинського Каменець-Подільської області; Байцурик Пелагея - ланкова колгоспу: виборола прапор за перевиконання норм виработки на цукровому бурякові на 210%;
Чернігівська область:
В.Я. Гуріна - ланкова колгоспу "Бахмач №2" Бахмачського району Чернігівської області;
колгосп "Комуніст" Срібнянського району;
племгосп "Тростянець" Іваницького району; Д.Н. Желіба - старший ветлікар; доярка Т.Ф. Золотоног; О.Г. Гапон - телятник;

Одеська область:
Одеський інститут генетики та селекції;
колгосп "Правда" Гайворонського району Одеської області; стахановець- колгоспник Усенко; Ф.К. Шаргородська - стаханівка колгоспу;
племрадгосп № 809 Благодарненського району;
колгосп ім. Будьонного;
Харківська область:
Харківська державна селекційна станція;
Х.Ф. Рильська - доярка, депутат ВР УРСР, з колгоспу ім. леніна Волчанського району;

МАРСР:
О.Г. Щур - ланкова колгоспу ім. Куйбишева Балтського району МАРСР;
колгосп "Червоний жовтень" Рибницького району МАРСР; ланкова Є.Є. Плачинда;'
Сумська область:
колгосп ім. Ворошилова Глухівського району; стаханівка М.Н. Шестеренко.
колгосп ім. Молотова Путивльського району; ланкова Я.Ф. Кириченко; ланкова М.Ф. Скоцина.
колгосп ім. 13-річчя РСЧА Роменського району
колгосп ім. Сталіна Хотинського району;
І.Т. Хобот - дояр колгоспу "Червона зоря" Лебединського району;
Київська область:
колгосп "Іскра"  Черкаського району, ланкова О.П. Гніденко.
П.А. Федоряк - доярка Шамраївського цукрового комбінату Велико-Половецького району;
М.Ф. максимчук - свинарка колгоспу "Жовтень" Тальнівського району;
Сталінська область:
радгосп ім. Петровського Маріупольського району; Є.В. Кириленко - доярка-стаханівка;
Луганська область:
колгосп "Іскра" Сергівського району; доярка-орденонсець А.Л. Січна;
племсвинрадгосп ім. Литвинова Слов'яно-Сербського району; Н.М. Прохорова - свинарка-стаханівка;К. І. Попова -свинарка-стаханівка;

Кіровоградська область:
У.І. Осауленко - доярка колгоспу ім. Сталіна Ново-Герошівського району